# Екстралінгвістика
Екстралінгвістика — це один із акустичних невербальних засобів комунікації; паузи в мовленні та різні психофізіологічні стани людини, що виявляються у плачі, кашлі, сміху, подихах, паузах тощо.
Паузи можуть бути різними за характером: 
- фізіологічні (мовцю потрібно перевести подих);
- випадкові (важко вимовити чи підібрати потрібне слово);
- виразні (для привернення уваги, наголошення на певній думці);
- паузи для роздумів.

Паузи необхідні[джерело?], однак зловживати ними не варто, бо це зменшить інтерес до промови та стомить аудиторію. Вимовлені слова ніколи[джерело?] не бувають нейтральними. Іноді[коли?] те, як ми проговорюємо якусь інформацію, важливіше за зміст цього повідомлення. Загалом інтонаційно можна зазначити головне в реченні, можна надати інформації певного відтінку, тоді, здавалося б, нейтрального змісту повідомлення може зазвучати як запитання, пропозиція, сарказм, гумор і т. д.